# Folterhemd

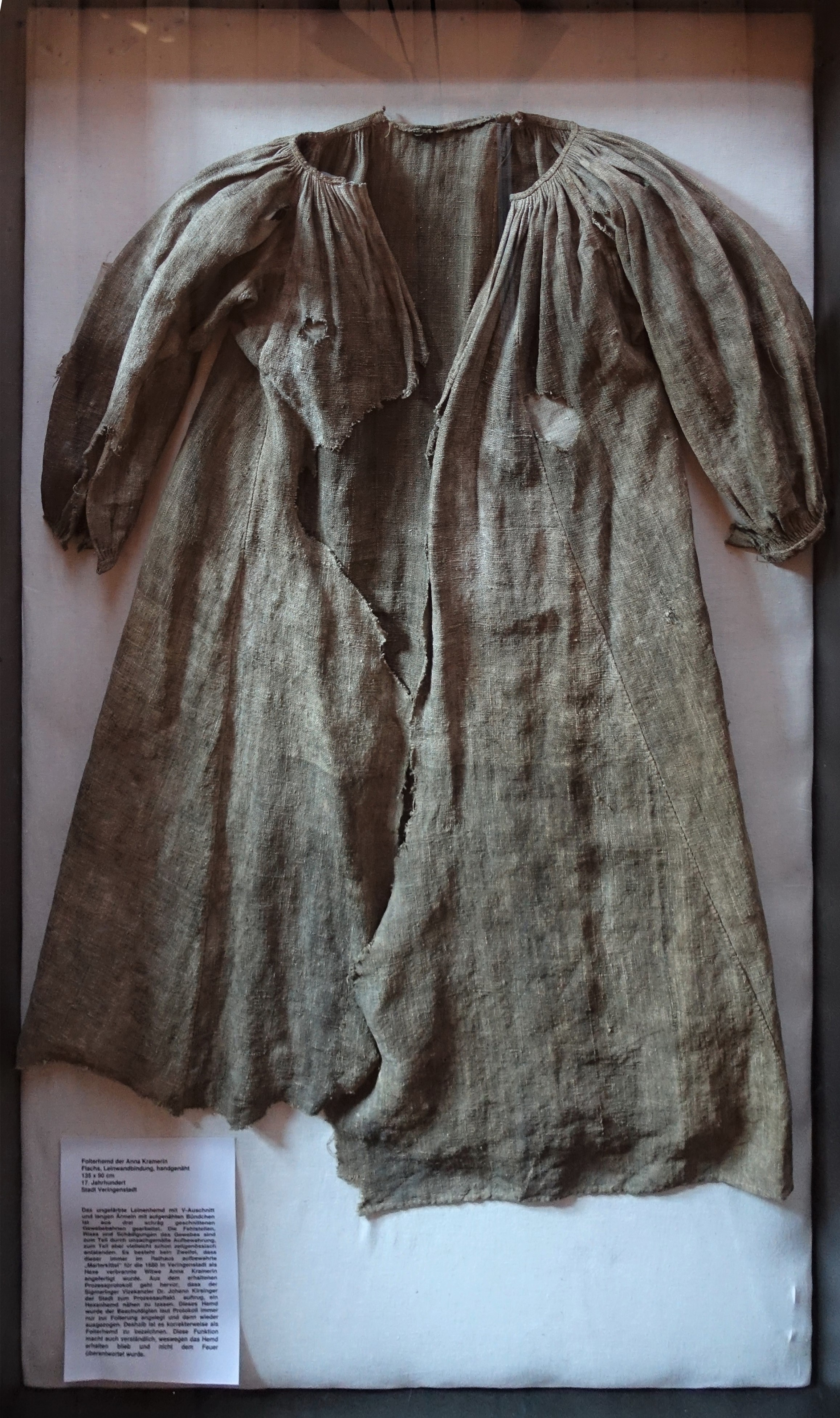
Das Hexenhemd von Veringenstadt (17. Jahrhundert).
Folterhemd der Anna Kramerin, die 1680 in Veringenstadt als Hexe verbrannt wurde.

Das Folterhemd (auch Marterkittel oder Peinkleid) war ein Kleidungsstück, das der angeklagten Person vor Beginn des peinlichen Verhörs, also der Folter, übergestreift wurde.
Die Art und Weise, wie das Folterhemd beschaffen sein sollte und wie und wann es angelegt wurde, variiert je nach Epoche und nach den lokalen Verfahrensordnungen. Nach § 6 des sächsischen Theatrum Conscientiosum Criminale von 1732 wurde der Angeklagte zunächst entkleidet, anschließend wurden Kopf- und Körperhaare rasiert und ihm schließlich eine schwarze Hose sowie ein schwarzes Hemd angelegt.
Nach Wolfgang Schild handelte es sich um ein weites Hemd, das bis auf die Knie herabfiel. Es war aus einem einzigen Stück hergestellt und besaß keine Naht. Das Folterhemd durfte nur während eines einzigen Tages angefertigt worden sein; es durfte keine Nacht verstrichen sein, bis es fertiggestellt war.
Ob überhaupt ein gesondertes Folterhemd verwendet wurde oder ob die Folter unbekleidet oder in gewöhnlicher Kleidung erfolgte, unterscheidet sich in unterschiedlichen Zeiten und Regionen. So wird beispielsweise in Kurmainz nur selten über Folterhemden berichtet.
In katholischen Gegenden wurden dem Angeklagten sogar zwei geweihte Hemden angezogen.
Mit dem Begriff Hexenhemd (auch Schandkleid) wird im Speziellen ein Kleidungsstück bezeichnet, das man vermeintlichen Hexen überstreifte, um sie zu entpersonalisieren.

Das als Hexenhemd von Veringenstadt bekannte Hexenhemd der Bader-Ann von 1680 ist das einzige seiner Art, das heute noch erhalten ist. Es befindet sich im Heimatmuseum Veringenstadt in Baden-Württemberg.